# Thadeu Gomes Canellas
Thadeu Gomes Canellas (ur. 28 lipca 1930 w Gravatai) – brazylijski duchowny rzymskokatolicki, w latach 1999-2006 biskup Osório.

## Życiorys
Święcenia kapłańskie przyjął 25 lutego 1956. 19 listopada 1983 został prekonizowany biskupem pomocniczym Porto Alegre ze stolicą tytularną Iunca in Byzacena. Sakrę biskupią otrzymał 25 lutego 1984. 10 listopada 1999 został mianowany biskupem Osório. 15 listopada 2006 przeszedł na emeryturę.